# .303 British
Die .303 British ist eine um 1888 für die Streitkräfte des Vereinigten Königreichs Großbritannien und Irland entwickelte Gewehrpatrone mit Rand. Das Kaliber von 0,303 Zoll (7,7 mm) wird, wie in Europa üblich und der traditionellen Schwarzpulverkonvention folgend, zwischen den Feldern (Feldmaß) gemessen.
Die Patrone wurde erstmals in Großbritannien als Schwarzpulverpatrone hergestellt und im Dezember 1888 für das Lee-Metford-Gewehr (dem Vorgänger des Lee-Enfield) in Betrieb genommen. Ab 1891 wurde die Patrone mit rauchfreiem Schießpulver (Kordit) verwendet, was bereits seit der Konzeption der Patrone beabsichtigt war, sich aber aufgrund diverser Schwierigkeiten bei der Entscheidung über das zu verwendende rauchfreie Treibladungspulver, verzögert hatte. Sie war die Standardpatrone des britischen Militärs und des Commonwealth für Gewehre und Maschinengewehre von 1889 bis zu ihrer Ablösung durch die 7,62×51 mm NATO in den 1950er Jahren.

## Technische Daten
Die Hülse der .303 British hat ein Fassungsvermögen von 3,64 ml (56,2 grains). Die markant verjüngte äußere Form der Hülse wurde entwickelt, um ein reibungsloses Zuführen und ein zuverlässiges Auswerfen der Patronenhülse in Repetiergewehren und Maschinengewehren unter schwierigen Bedingungen zu gewährleisten.

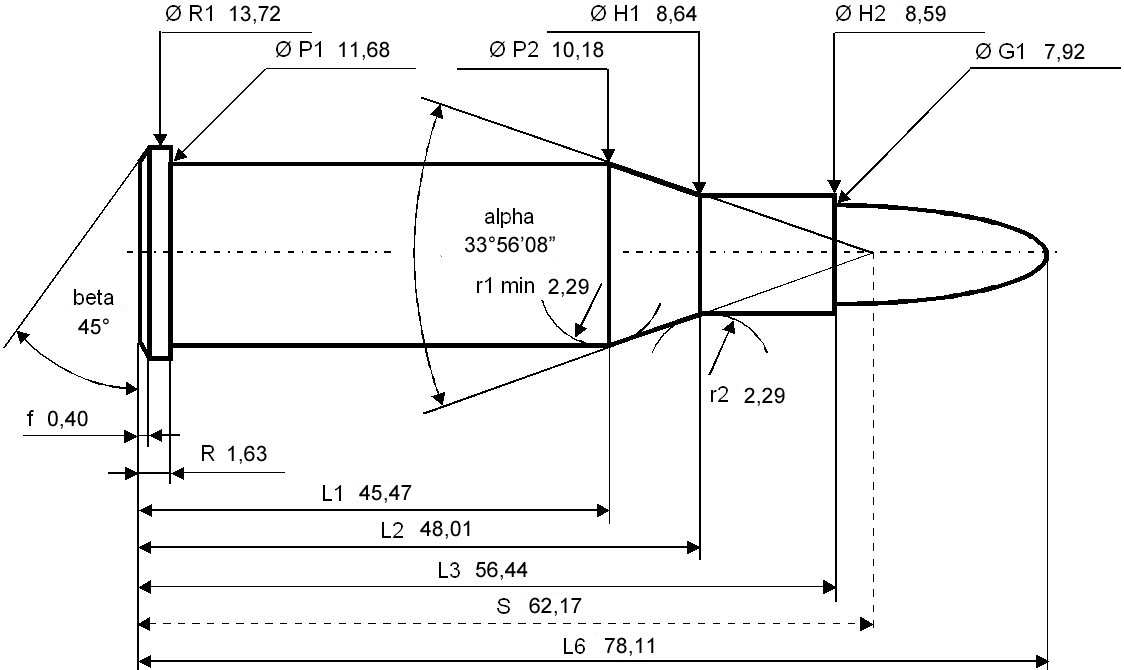
.303 British maximale Patronenabmessungen laut C.I.P. Alle Maße in Millimetern (mm).

Der maximale Durchschnittsdruck (MAP) des Sporting Arms and Ammunition Manufacturers’ Institute (SAAMI) für diese Patrone beträgt 338 MPa.
Das Maß .303 Zoll (7,7 mm) ist die Größe der Laufbohrung, gemessen zwischen den Feldern, was der älteren Schwarzpulverkonvention entspricht. Zwischen den Zügen gemessen, beträgt die Größe der Bohrung .311 Zoll (7,9 mm). Der empfohlene Geschossdurchmesser für .303 British Patronen beträgt .312 Zoll (7,9 mm).

## Geschichte
Für die bei der Royal Small Arms Factory entwickelten und produzierten Gewehre der Typen Lee-Metford Magazine Rifle, Mark I war erstmals bei britischen Armeegewehren ein Magazin vorgesehen. Deshalb wurde eine neue Munition benötigt. Hierbei handelte es sich um den Typ .303 Lee-Metford mit vernickeltem Vollmantelrundkopfgeschoss von 13,9 g Gewicht. Zuerst mit einer Treibladung aus Schwarzpulver versehen, wurde die Patrone bereits 1891 auf eine Kordit-Ladung von 2,05 g umgestellt. 1895 wurden die Lee-Metford-Gewehre durch die Short Magazine Lee-Enfield Rifle (SMLE) Mark I abgelöst. Auch das Rundkopfgeschoss wurde daraufhin mehrmals überarbeitet. Die Patrone durchlief im Laufe ihrer Dienstzeit 10 verschiedene Versionen (Marks) mit 26 Variationen. 1910 wurde sie mit einem Spitzgeschoß, dem Mk VII, versehen. In dieser Konfiguration fand die Patrone schließlich im 1. Weltkrieg und darauffolgenden Konflikten Verwendung beim britischen Militär und den Streitkräften des Commonwealth.
Die Patrone wurde auch in großen Mengen in verschiedenen Maschinengewehren (Bren, Hotchkiss, Browning (Flugzeug-Version), Maxim, Vickers, Lewis, Madsen) eingesetzt. Dadurch fand die Patrone auch in anderen Ländern großen Einsatz. Hierzu gehörten Japan, Kanada, Portugal, Russland, Türkei und die USA.
Obwohl die britische Armee sie nicht mehr einsetzt, findet sie in vielen anderen Staaten, vornehmlich denen des Commonwealth, noch heute bei Militär und Polizei Verwendung.

## Zivile und jagdliche Verwendung
Fast genauso große Verwendung fand und findet die .303 British im zivilen bzw. jagdlichen Sektor. Die .303 British wird mit Gewehren vom Typ Lee-Enfield aus alten Militärbeständen vor allem in Australien, Kanada, Neuseeland, Südafrika und, in geringerem Maße, auch in den Vereinigten Staaten als Sport- und Jagdwaffe verwendet. In Australien ist sie nach wie vor eine beliebte Büchsenpatrone für alle Wildarten, insbesondere für Sambar und Rotwild in bewaldeten Gebieten. In Kanada erwies sie sich als angemessen für jede dort vorkommende Wildart, von Schwarzbär, Karibu, Wapiti, Elch bis hin zu kapitalen Braunbären. In Südafrika erfreut sie sich ebenfalls großer Beliebtheit bei der Bejagung von Impala bis hin zur massiven Elenantilope und Kudu. Auch bei den Canadian Rangers fand die .303 British viele Jahrzehnte lang zur Jagd und Verteidigung gegen Eisbären, andere Raubtiere sowie Großwild Verwendung.
Aufgrund ihres hohen Alters, guter ballistischer Leistung, verbunden mit ihrer globalen Verbreitung und Beliebtheit, und im Kontext des Britischen Weltreich, das im Zenith seiner kolonialen Macht das Zeitalter der Safari einläutete, ist davon auszugehen, dass mit dieser Patrone weltweit das meiste sowie die größte Vielfalt an afrikanischem, (süd-)asiatischem, nordamerikanischem und europäischem Großwild erlegt wurde.

## Bezeichnung
Im deutschen Nationalen Waffenregister (NWR) wird die Patrone unter Katalognummer 71 unter folgenden Bezeichnungen geführt (gebräuchliche Bezeichnungen in Fettdruck)
- .303 Brit (Hauptbezeichnung)
- .303 2.22″
- .303 2.222″
- .303 Bren
- .303 Lee Enfield
- .303 Lee Enfield M 1892
- .303 Lee Metford
- .303 British Service
- .303 Mk II
- .303 Mk VII
- .303 Vickers
- 7,62 x 56R
- 7,7 mm Patrone S 272
- 7,7 x 56 R
- 7,7 x 56 R British
- 7,7 x 56 mm Enfield
- 7,9 x 56R